# Filippa af Hainaut
Filippa af Hainaut (middelalderfransk: Philippe de Hainaut, 24 juni ca.1310/15 - 15. august 1369) var Dronning af England som hustru til Kong Edvard 3. Edvard lovede i 1326 at gifte sig med hende inden for de følgende to år. Hun blev gift med Edvard, først ved stedfortræder, da Edvard sendte biskoppen af Coventry "for at gifte sig med hende i sit navn" i oktober 1327 i Valenciennes, den næstvigtigste by i Grevskabet Hainaut. Ægteskabet blev fejret formelt i York Minster den 24. januar 1328, nogle måneder efter at Edvard besteget Englands trone. I august 1328 fik han også fastsat sin kones medgift.
Filippa fungerede som regent i 1346, da hendes mand var væk fra sit rige, og hun ledsagede ham ofte på hans felttog til Skotland, Frankrig og Flandern. Filippa vandt meget popularitet hos det engelske folk for sin venlighed og medfølelse, som hun demonstrerede i 1347, da hun med succes overtalte Kong Edvard til at skåne Calais' borgeres liv. Denne popularitet var med til at opretholde fred i England gennem hele Edvards lange regeringstid. Den ældste af hendes tretten børn var Edvard, den sorte prins, der blev en berømt hærleder. Filippa døde i en alder af 66 år af en sygdom i familie med ødem. Queen's Colleige, Oxford Universitet blev grundlagt til hendes ære.

## Familie
Filippa blev født i Valenciennes i Grevskabet Hainaut i Nederlandene som datter af Vilhelm 1., greve af Hainaut og Johanne af Valois, grevinde af Hainaut, et barnebarn af Filip 3. af Frankrig.  Hun var et af otte børn og den anden af fem døtre. Hendes ældste søster Margrete giftede sig med den tyske konge Ludvig 4. i 1324; og i 1345 efterfulgte hun deres bror Vilhelm 2., greve af Hainaut, efter hans død i et slag. Vilhelms grevskaber Zeeland og Holland såvel som hans herredømme over Frisland tilfaldt Margrete efter aftale mellem Filippa og hendes søster. Edvard 3. af England krævede imidlertid i 1364–65 i sin hustru Filippas navn Grevskabet Hainaut og andre landbesiddelser, som var blevet overgivet til hertugerne af Bayern-Straubing, givet tilbage. Han havde ikke succes, da det var sædvanen i disse regioner at favorisere mandlige arvinger.

## Forlovelse
Kong Edvard 2. havde besluttet sig, at en alliance med Flandern ville være til Englands fordel og sendte biskop Stapledon fra Exeter til kontinentet som ambassadør. På sin rejse rejste han ind i Grevskabet Hainaut for at inspicere Vilhelm af Hainauts døtre for at bestemme, hvilken datter der ville være den bedst egnede som en eventuel brud til sin ældste søn prins Edvard. Biskoppens rapport til kongen beskriver en af grevens døtre i detaljer. En senere kommentar siger, at den beskriver Filippa som et barn, men historikeren Ian Mortimer mener, at det faktisk er en beretning om hendes ældre søster Margrete. Beskrivelsen følger:
 Kvinden som vi så havde ikke pænt hår, sådan mellem blåsort and brunt. Hendes over er velfomret; hendes pande er høj og bred, og står noget fremad. Hendes ansigt bliver smallere omkring øjnene, underansigtet er endnu mere smallere and tyndt end hendes pande. Hendes øjne er sortbrune and dybe. Hendes næse er ret behagelig and lige, bortset fra at den er noget bred ved tippen og også flad, og alligevel er det ikke en opstoppernæse. Hendes næsebor er også store, og hendes mund temmelig bred. Hendes læber er fyldige, især underlæben. Hendes tænder, der er faldet ud og vokset frem igen er hvide nok, men de resterende er ikke så hvide. De nederste tænder fremstår lidt bedre end de øverste, det er dog ikke noget stort. Hendes ører and kind er pænt nok. Hendes nakke, skuldre, og hele hendes krop er velproportioneret og urørt. Og intet er galt så meget som en mand kan se. Derudover har hun brun hud over det hele, og meget ligesom hendes far; og alt i alt er hun behagelig nok, som vi ser det. And ungmøen vil nå en alder af ni år på den Sankt Hans' dag, som hendes mor fortalte. Hun er hverken for høj eller for lille short til sådan en alder. Hun har en pæn holdning, og er godt lært i alt, hvad der passer til hendes stand, og højt værdsat og højt elsket af hendes far and mor og af alle i hendes hushold, så vidt vi kunne få at vide og kende til sandheden.

Fire år senere blev Filippa forlovet med prins Edvard, da dronning Isabella i sommeren 1326 ankom til hoffet i Hainaut for at søge hjælp hos Grev Vilhelm til at afsætte Kong Edvard. Prins Edvard havde ledsaget sin mor til Hainaut, hvor hun arrangerede forlovelsen i bytte for hjælp fra greven. Da parret var grandfætter og grandkusine, var der brug for en dispensation fra paven, og den blev udstedt af pave Johannes 22. i Avignon i september 1327. Filippa og hendes følge ankom til England i december 1327 eskorteret af sin onkel, Johan af Hainaut. Den 23. december nåede hun London, hvor "hun fik en vild modtagelse".

## Dronning af England
Filippa blev gift med Edvard i York Minster den 24. januar 1328, 11 måneder efter han havde besteget den engelske trone. De facto var herskerne i kongeriget dog var hans mor enkedronning Isabella og hendes griske elsker Roger Mortimer, 1. jarl af March, der sammen fungerede som hans regenter. Kort efter deres ægteskab trak parret sig tilbage for at bo på Woodstock Palace i Oxfordshire. I modsætning til mange af hendes forgængere, gjorde Filippa sig ikke fremmed for det engelske folk ved at beholde sit udenlandske følge efter sit ægteskab eller ved at bringe et stort antal udlændinge til det engelske hof. Da Isabella ikke ønskede at opgive sin egen status som dronning, blev Filippas kroning udsat i to år. Hun blev endelig kronet til dronning den 4. marts 1330 i Westminster Abbey, da hun var næsten seks måneder gravid, og hun fødte sin første søn, Edvard, den følgende juni.
I oktober 1330 indledte kong Edvard sit personlige styre, da han gennemførte et kup og beordrede sin mor og Mortimer anholdt. Kort efter blev sidstnævnte henrettet for forræderi, og enkedronning Isabella blev sendt til Castle Rising i Norfolk, hvor hun tilbragte en årrække under husarrest, men hendes privilegier og bevægelsesfrihed fik hun senere tilbage af sin søn.
Joshua Barnes, en middelalderforfatter, sagde "Dronning Filippa var en meget god og charmerende person, der overgik de fleste damer i forhold til sødme af natur og dydig disposition." Krønikeskriveren Jean Froissart beskrev hende som "Den mest blide dronning, mest frisindede og mest høflige, der nogensinde var dronning i hendes tid."
Philippa ledsagede Edvard på hans felttog til Skotland og det europæiske kontinent under hans tidlige felttog under Hundredårskrigen, hvor hun vandt anerkendelse for sin blide natur og medfølelse. Hun huskes bedst som den venlige kvinde, der i 1347 overtalte sin mand til at skåne livet for Calais' borgerne, som han havde planlagt at henrette som et varsel for byens borgere efter hans succesfulde belejring af denne by.
Hun fungerede som regent for England under sin ægtefælles fravær i 1346. Overfor en skotsk invasion samlede hun den engelske hær og mødte skotterne i det succesfulde Slaget ved Neville's Cross. Til hest samlede hun de engelske soldater foran sig før slaget, hvilket resulterede i en engelsk sejr og at den skotske konge blev taget til fange. Hun påvirkede kongen til at interessere sig for landets kommercielle ekspansion. Filippa var mæcen for krønikeskriveren Jean Froissart, og hun ejede adskillige Illuminerede manuskripter, hvoraf det ene i øjeblikket ligger i det nationale bibliotek i Paris.

## Senere år og død
Phillipa fødte 13 børn og overlevede 8 af dem. Tre af hendes børn døde af Den sorte død i 1348.
Den 15. august 1369 døde Filippa af en sygdom svarende til ødem på Windsor Castle. Hun fik en statsbegravelse seks måneder senere den 9. januar 1370 og blev begravet i Westminster Abbey. Hendes grav blev anbragt på den nordøstlige side af Edvard Bekenderens kapel og på den modsatte side af sin mands bedsteforældre Edvard 1. og Eleanora af Kastillien og oldefar Henrik 3. Hendes gravmonument af alabaster blev smukt udført af billedhuggeren Jean de Liège. Otte år senere døde Edvard 3. og blev begravet ved siden af Filippa. Efter alt at dømme havde hendes fyrre år lange ægteskab med Edvard været lykkeligt.

## Børn
Filippa og Edvard fik tretten børn, inklusive fem sønner, der levede til en voksen alder og hvis efterkommeres rivalisering i det femtende århundrede ville føre til den langvarige og blodige dynastiske krig, der kaldes Rosekrigene.
| Navn                                         | Fødsel                                                  | Død                                         | Noter |
| -------------------------------------------- | ------------------------------------------------------- | ------------------------------------------- | --- |
| Edvard, den sorte prins                      | 15. juni 1330 Woodstock Palace, Oxfordshire             | 8. juni 1376                                | Gift med sin kusine Johanne af Kent den 10. oktober 1361. Fik børn (Kong Richard 2. af England). |
| Isabella                                     | 16. juni 1332 Woodstock Palace, Oxfordshire             | April 1379 eller 17. juni / 5. oktober 1382 | Gift med Enguerrand 7. de Coucy, 1. jarl af Bedford den 27. juli 1365. Fik børn |
| Johanne                                      | 19. december 1333 eller 28. januar 1334 Tower of London | 1. juli 1348                                | Var forlovet med Peter af Kastilien, men døde af pesten på vej til Kastilien, inden ægteskabet blev indgået. Peters to døtre med sin elskerinde María de Padilla blev senere gift med Johannes yngre brødre Johan og Edmund.                                                                 |
| Vilhelm af Hatfield                          | December 1336 Hatfield, South Yorkshire                 | Døde kort efter fødslen.                    | Begravet i York Minster før 10. februar 1337. |
| Lionel af Antwerpen, 1. hertug af Clarence   | 29. november 1338 Antwerpen                             | 7. oktober 1368                             | Gift (1) Elizabeth de Burgh i 1352. Fik børn. Gift (2) Violante Visconti den 28. maj 1368. Ingen børn. |
| Johan af Gent, 1. hertug af Lancaster        | 6. marts 1340 Gent                                      | 3. februar 1399                             | Gift (1) Blanka af Lancaster den 19. maj 1359. Fik børn (Henrik 4. af England). Gift (2) Infanta Konstance af Kastilien i 1371. Fik børn. Gift (3) Katherine Swynford (tidligere hans elskerinde) i 1396; Fik børn. Hertugerne af Beaufort fortsætter i den mandlige linje videre til i dag. |
| Edmund af Langley, 1. hertug af York         | 5. juni 1341 Kings Langley, Hertfordshire               | 1. august 1402                              | Gift (1) Infanta Isabella af Kastilien, søster til Johan af Gents anden hustru. Fik børn. Gift (2) Joan Holland (hans grandkusine) i 1392. Ingen børn. |
| Blanka                                       | March 1342 Tower of London                              | March 1342 Tower of London                  | Døde kort efter fødslen. Begravet i Westminster Abbey. |
| Marie                                        | 10. oktober 1344 Bishop's Waltham, Hampshire            | September 1361                              | Gift med Johan 4., Hertug af Bretagne den 3. juli 1361. Ingen børn. |
| Margrete                                     | 20. juli 1346 Windsor Castle                            | 1. oktober / 25. december 1361              | Gift med John Hastings, 2. jarl af Pembroke den 13. maj 1359. Ingen børn. |
| Thomas af Windsor                            | Sommer 1347 Windsor Castle                              | September 1348                              | Døde som spæd af pesten. Begravet i King's Langley Church, Hertfordshire. |
| Vilhelm af Windsor                           | før den 24. juni 1348 Windsor Castle                    | inden 5. september 1348                     | Døde som spæd. Begravet i Westminster Abbey. |
| Thomas af Woodstock, 1. hertug af Gloucester | 7. januar 1355 Woodstock Palace, Oxfordshire            | 8/9 september 1397                          | Gift med Eleanor de Bohun i 1376. Fik børn. |

## Arv
Queens College, Oxford Universitet er opkaldt efter Filippa. Det blev grundlagt i 1341 af en af hendes præster, Robert de Eglesfield, i hendes ære.
Filippa er portrætteret i Maurice Druons Les Rois maudits (De usalige konger) en række historiske romaner. Hun er blevet portrætteret i de to franske miniserier, der er blevet produceret med forlæg i De usalige konger. I 1972-udgaven blev hun spillet af Françoise Burgi og i 2005-udgaven af Marie de Villepin